# Hermenegildo Galeana (Pijijiapan)
Hermenegildo Galeana es una localidad del estado mexicano de Chiapas. Es parte del municipio de Pijijiapan.

## Toponimia
El nombre de la localidad rinde homenaje a Hermenegildo Galeana, héroe de la Independencia de México.

## Demografía
| Gráfica de evolución demográfica |
|                                  |

| Censo | Población |
| ----- | --------- |
| 1970  | 331       |
| 1980  | 614       |
| 1990  | 1 089     |
| 2000  | 1 154     |
| 2010  | 1 158     |
| 2020  | 1 103     |